# Eumerus jacobsoni
Eumerus jacobsoni är en tvåvingeart som beskrevs av Becker 1913. Eumerus jacobsoni ingår i släktet månblomflugor, och familjen blomflugor. Inga underarter finns listade i Catalogue of Life.